# Линцский торт
Линцский торт или Линцский тарт (нем. Linzer Torte, Linzertorte), другие названия — торт «Линц», миндальный пирог — австрийский торт или пирог с джемом, основу для теста которого составляет рассыпчатая мука и миндальное масло. Характерная особенность пирога — замена верха тонкой решёткой из теста.
Линцский торт получил своё название в честь австрийского города Линц и является самым распространённым австрийским тортом (пирогом) в мире. Его массовое производство начал Иоганн Конрад Фогель (нем. Johann Konrad Vogel) (1796—1883), получив мировую известность. В течение долгого времени наиболее распространённым был венский рецепт 1696 года.